# أرامكو السعودية
أرامكو السعودية؛ (بالإنجليزية: Saudi Aramco) واسمها رسميًا شركة الزيت العربية السعودية (بالإنجليزية: Saudi Arabian Oil Co.) واختصارًا: أرامكو (بالإنجليزية: Aramco)، هي شركة سعودية وطنية تعمل في مجالات النفط والغاز الطبيعي والبتروكيماويات والأعمال المتعلقة بها من تنقيب وإنتاج وتكرير وتوزيع وشحن وتسويق، وهي شركة عالمية متكاملة تم تأسيسها عام 1988م، يقع مقرها الرئيسي في الظهران. وتعد أكبر شركة في العالم من حيث القيمة السوقية حيث بلغت قيمتها السوقية 781 مليار في عام 2006م، و7 تريليون دولار في عام 2010 طبقاً لتقدير صحيفة فاينانشال تايمز. فيما رجحت مجلة اكسبلوريشن قيمة أرامكو السوقية في عام 2015 بحوالي 10 تريليون دولار، وبلغ إجمالي أرباح أرامكو 111 مليار دولار خلال عام 2018م، أي ما يعادل أرباح شركة أبل وغوغل وإكسون موبيل مجتمعة بحسب وكالة بلومبيرج التي نشرت الأرباح خلال عام لأول مرة في تاريخ أرامكو استنادا على بيان موديز للتصنيف الائتماني.
احتلت أرامكو السعودية المرتبة الخامسة في قائمة Forbes Global 2000 لعام 2020  بين أكبر الشركات العامة في العالم.
يصل معدل الريع على إنتاج النفط الخام في أرامكو إلى 20%، حتى نوفمبر 2019 حيث أجرت الشركة اتفاقا مع الحكومة يتضمن تخفيض معدل الريع على إنتاج النفط الخام من 20% إلى 15%، اعتبارا من 1 يناير 2020.
في 17 نوفمبر 2019، طرحت شركة أرامكو جزءًا بلغ 1.5% من إجمالي أسهم الشركة للتداول العام، ومع انتهاء فترة الاكتتاب، أصبح اكتتاب أرامكو، أكبر طرح أولي عام في التاريخ، حيث جمع أكثر من 25.6 مليار دولار أمريكي، مُتجاوزًا الرقم القياسي المُسجّل في عام 2014 لمجموعة علي بابا الصينية البالغ حينها 25 مليار دولار. وعند بدء تداول أسهم الشركة في السوق المالية السعودية في 11 ديسمبر 2019، وصلت القيمة السوقية لأرامكو إلى 1.88 تريليون دولار أمريكي، مزيحة شركة أبل من عرش أكبر الشركات من حيث القيمة في العالم. وقد ارتفع سعر سهم أرامكو بنسبة 10% عند بدء تداوله ليصل إلى 35 ريالًا سعوديًّا. كل هذا دفع بالسوق المالية السعودية لتُعزّز موقعها بين الأسواق المالية العالمية لتصبح تاسع أكبر سوق مالية في العالم، ما جعلها تقترب من حجم البورصتين الألمانية والكندية، ومتجاوزة البورصة الهندية.
وفي 12 ديسمبر 2019، مع ارتفاع أسهم أرامكو بنسبة 10% ليصل إلى 38.70 ريال سعودي (10.32 دولار)، وصلت قيمة شركة أرامكو إلى تريليوني دولار أمريكي، ما جعلها أوّل شركة في التاريخ تكسر هذا الحاجز، وهي قيمة لطالما سعى محمد بن سلمان إلى التأكيد عليها منذ سنوات.
وفي 16 أبريل 2023، أعلن ولي العهد محمد بن سلمان بن عبد العزيز آل سعود، عن إتمام نقل 4% من إجمالي أسهم أرامكو السعودية من ملكية الدولة إلى ملكية الشركة العربية السعودية للاستثمار (سنابل للاستثمار).

## الاسم
تأسست الشركة في عام 1933 باسم «كاليفورنيا العربية للزيت القياسي» (بالإنجليزية: California Arabian Standard Oil Co)، وكان يُشار إليها اختصارًا باسم «كاسوك» (بالإنجليزية: CASOC)، ثم غيرت الشركة اسمها في 1944 لتصبح «شركة الزيت العربية الأمريكية» (بالإنجليزية: Arabian-American Oil Company)، إلى أن أصدر الملك فهد بن عبد العزيز آل سعود أمرًا ملكيًا رقم م/8 بتاريخ 4 ربيع الآخر 1409 هـ الموافق 13 نوفمبر 1988 بتأسيس شركة أرامكو السعودية (بالإنجليزية: Saudi Aramco) ورسميًا شركة أرامكو العربية السعودية (بالإنجليزية: Saudi Arabian Oil Company) لتتولى جميع المهام التي كانت تقوم بها «شركة الزيت العربية الأمريكية».

## تاريخ الشركة

### الثلاثينات
- 1932 - تم اكتشاف النفط في البحرين. لتبدأ شركة سوكال المفاوضات لمدة عام مع الحكومة السعودية للفوز بامتياز التنقيب عن النفط بالمملكة.
- 1933 - تم تأسيس الشركة تحت اسم كاليفورنيا العربية للزيت القياسي (بالإنجليزية: CASOC - California Arabian Standard Oil Co)، عندما قامت الحكومة السعودية بمنح حق الامتياز لشركة سوكال - كاليفورنيا للزيت القياسي (بالإنجليزية: SOCAL - Standard Oil of California Co) - شيفرون (بالإنجليزية: Chevron) حاليا، للتنقيب عن النفط في المملكة العربية السعودية.
- 1936 - بعد أن فشلت الشركة في العثور على النفط، اشترت شركة تكساكو - نفط تكساس (بالإنجليزية: Texaco - Texas Oil)، نصف حصة الامتياز للتنقيب عن النفط.
- 1938 - وبعد أربع سنوات من التنقيب تم الوصول إلى أول نجاح مع موقع الحفر السابع في الدمام، وذلك على بعد أميال قليلة شمال الظهران. وأصبحت المنطقة معروفة بي بئر الدمام رقم 7، والذي أعاد الملك عبد الله بن عبد العزيز تسميته ببئر الخير. وقد أنتج هذا البئر على الفور أكثر من 1,500 برميلا يوميا (240 متر مكعب)، وتم تصدير الزيت الخام عن طريق الصنادل إلى الولايات المتحدة، مما أعطى الشركة الثقة للمواصلة في التنقيب.
- 1939 - قامت الشركة بتصدير أول شحنة زيت يتم تحميلها على ناقلة.

### الأربعينات
- 1944 - تم تغيير اسم الشركة ليكون العربية الأمريكية للزيت - أرامكو الأمريكية (بالإنجليزية: Aramco - Arabian American Oil Co)
- 1945 - معمل التكرير في رأس تنورة يبدأ أعماله
- 1948 - اشترت شركة إسو - نيوجيرسي للزيت القياسي (بالإنجليزية: ESSO - Standard Oil New Jersey) التابعة لشركة إكسون موبيل (بالإنجليزية: Exxon Mobil) حصة 30٪ من أسهم أرامكو الأمريكية من شركتي سوكال (بالإنجليزية: SOCAL) وتكساكو (بالإنجليزية: Texaco)
- ثم قامت شركة سوكوني فاكيوم (بالإنجليزية: Socony Vacuum) والتي اشترتها اكسون موبيل لاحقا بشراء حصة 10٪ من أرامكو الأمريكية من شركتي سوكال وتكساكو، مما ترك لكل من سوكال وتكساكو حصة 30٪ بأرامكو الأمريكية

### الخمسينات
- 1950 - هدد الملك عبد العزيز آل سعود بتأميم المنشآت النفطية في البلاد، وبالتالي استطاع الحصول على حصة من أرباح أرامكو الأمريكية. وكانت هناك عمليات مماثلة حدثت مع شركات النفط الأمريكية في فنزويلا في نفس الوقت. فقامت الحكومة الأمريكية بمنح شركة أرامكو الأمريكية تخفيضات ضريبية تعادل الأرباح التي كانت تمنح للملك عبد العزيز آل سعود، والتي عرفت باسم الحيلة الذهبية. وفي الترتيب الجديد تم نقل مقر الشركة من نيويورك إلى الظهران.
- 1950 - تم إنجاز خط الأنابيب عبر البلاد العربية (التابلاين) الذي يربط بين حقول الزيت في المنطقة الشرقية ولبنان على ساحل البحر الأبيض المتوسط.
- 1951 - تم اكتشاف حقل السفانية، أكبر حقل زيت في المنطقة المغمورة في العالم.
- 1952 - تم نقل مقر الشركة من نيويورك إلى الظهران.
- 1956 - تؤكد الشركة نطاق حقلي الغوار والسفانية، ليصبح حقل الغوار أكبر حقل نفط في العالم، فيما يحتل حقل السفانية صدارة أكبر حقول النفط في المنطقة المغمورة في العالم.
- 1959 - ينضم أول سعوديَّيْن إلى مجلس إدارة أرامكو وهما عبد الله الطريقي وحافظ وهبة، بعد انتخابهما في 20 مايو 1959م.

### الستينات
- 1961 - قامت الشركة بمعالجة غاز البترول المسال (البروبان والبوتان) للمرة الأولى في معمل تكرير رأس تنورة ونقله إلى العملاء.
- 1966 - بدأت ناقلات النفط في الرسو في الجزيرة الاصطناعية، وهي منصة تحميل الزيت الخام الجديدة في مياه الخليج مقابل رأس تنورة.
- 1968 - أصبحت أرامكو أول شركة في التاريخ تنتج مليار برميل من الزيت في عامٍ واحد.

### السبعينات
- 1973 - وبعد دعم الولايات المتحدة لإسرائيل خلال حرب أكتوبر، استحوذت الحكومة السعودية على حصة 25٪ من شركة أرامكو الأمريكية.
- 1974 - ارتفعت حصة الحكومة السعودية إلى 60٪.
- 1975 - تم إطلاق مشروع شبكة الغاز الرئيسة.

### الثمانينات
- 1980 - استطاعت الحكومة السعودية الحصول على حصة 100٪ من أرامكو الأمريكية، ومن ثم تمت لها السيطرة الكاملة على الشركة.
- 1981 - تم إنشاء خط الأنابيب شرق-غرب، الذي أنشئ لنقل سوائل الغاز الطبيعي والزيت الخام، والذي يربط بين المنطقة الشرقية وساحل البحر الأحمر.
- 1982 - تم افتتاح مركز التنقيب وهندسة البترول في الظهران.
- 1984 - تملكت الشركة أول أربع ناقلات عملاقة تابعة لها.
- 1987 - تم الانتهاء من توسعة خط أنابيب الزيت الخام شرق-غرب لتزيد طاقته إلى 3.2 مليون برميل في اليوم.
- 1988 - تم تعديل اسم شركة أرامكو الأمريكية بمرسوم ملكي إلى شركة الزيت العربية السعودية أو أرامكو السعودية، والذي ترتب عليه إدارة العمليات والسيطرة على النفط والغاز السعودي، وأصبحت أرامكو السعودية شركة مملوكة بالكامل للحكومة السعودية.
- 1989 - تم اكتشاف الزيت والغاز بنوعية جنوب الرياض، في أول اكتشاف يتم خارج منطقة الأعمال الأصلية للشركة. وقامت أرامكو السعودية وتكساكو بإطلاق مشروعهما المشترك للتكرير والتسويق «ستار إنتربرايز».

### التسعينات
- 1991 - قامت الشركة بلعب دوراً رئيسيا في مكافحة انسكاب الزيت في مياه الخليج العربي.
- 1992 - تم زيادة طاقة خط أنابيب الزيت الخام شرق-غرب إلى 5 ملايين برميل في اليوم، وقامت إحدى الشركات التابعة لأرامكو السعودية بشراء حصة 35% في شركة سانق يونق أويل ريفايننق التي تعرف الآن باسم إس أويل في كوريا الجنوبية.
- 1993 - وتحت طلب الحكومة السعودية بأن تتعامل شركة واحدة فقط مع إنتاج النفط بالمملكة، تولت الشركة المسؤولية عن جميع الحصص العائدة للمملكة في مشاريع التكرير والتسويق والتوزيع ومشاريع التكرير المشتركة، بعد صدور مرسوم ملكي لدمج شركة أرامكو السعودية مع شركة سمارك (شركة وطنية لتكرير النفط).
- 1994 - تمت إعادة طاقة الإنتاج القصوى الثابتة إلى مستواها البالغ 10 ملايين برميل في اليوم، واستحوذت الشركة على حصة 40% في شركة بترون، أكبر شركة تكرير في الفلبين.
- 1995 - أنجزت الشركة برنامج تملك 15 ناقلة زيت خام ضخمة، وتم تعيين رئيس الشركة وكبير إدارييها التنفيذيين، السيد علي بن إبراهيم النعيمي، وزيراً للبترول والثروة المعدنية.
- 1996 - استحوذت الشركة على حصة 50% في شركتي موتور أويل (هيلاس) الأمريكية - كورينث ريفاينريز وأفن أويل. كما استحوذت الشركة على حصة أغلبية في شركتين لإنتاج زيوت التشحيم في جدة، وهما الشركتان اللتان تعرفان الآن بشركة لوبريف - أرامكو السعودية لتكرير زيوت التشحيم وشركة بترولوب - أرامكو السعودية لزيوت التشحيم.
- 1998 - قامت الشركة بتأسيس مشروع موتيفا إنتربرايزز بالمشاركة مع تكساكو ورويال داتش شل، وهو مشروع مشترك رئيسي للتكرير والتسويق في الأجزاء الجنوبية والشرقية من الولايات المتحدة.
- 1999 - قام الملك عبد الله بن عبد العزيز بافتتاح حقل الشيبة في صحراء الربع الخالي، الذي يعد واحداً من أكبر المشاريع من نوعه في العالم. وتم إنجاز خط الأنابيب متعدد المنتجات بين الظهران -الرياض-القصيم ومشروع تطوير معمل تكرير رأس تنورة. وبدأت مصفاة زيوت التشحيم الثانية التابعة لشركة لوبريف 2 - مصفاة أرامكو السعودية موبيل في ينبع أعمالها.

### الألفية الجديدة
- 2000 - وضعت نشرة بتروليوم إنتليجنس ويكلي الشركة في المرتبة الأولى على العالم للسنة الحادية عشرة على التوالي، على أساس احتياطيات وإنتاج الزيت الخام في المملكة. وتم تأسيس شركة أرامكو لأعمال الخليج المحدودة لتولي إدارة الحصة البترولية للمملكة في المنطقة المغمورة التابعة للمنطقة المحايدة المقسومة سابقاً بين المملكة العربية السعودية والكويت. واستمر العمل في إنشاء مرافق جديدة في مشروعي معملي الغاز في الحوية وحرض لمعالجة الغاز لتسليمه إلى شبكة الغاز الرئيسية ثم إلى الأسواق المحلية
- 2001 - تم تدشين معمل غاز الحوية بسعة إنتاجية تبلغ 1.6 مليار قدم مكعبة قياسية من الغاز غير المصاحب في اليوم
- 2003 - تم الانتهاء من معمل غاز حرض قبل شهرين ونصف من الموعد المحدد
- 2004 - قام الملك عبد الله بن عبد العزيز بافتتاح مشروع معامل الإنتاج في القطيف وأبو سعفة، بطاقة إنتاجية لهذا المشروع العملاق تصل إلى 800 ألف برميل في اليوم من الزيت الخام فضلاً عن إنتاج كميات ضخمة من الغاز المرافق تصل إلى 370 مليون قدم مكعبة قياسية في اليوم
- 2005 - وقعت الشركة مع سوميتومو كيميكال المحدودة اليابانية، اتفاقية شراكة لإنشاء مشروع مشترك لتطوير مجمع عملاق ومتكامل في مجال التكرير والمواد البتروكيماوية في مدينة رابغ الواقعة على الساحل الغربي للمملكة
- 2006 - قامت الشركة بشراكة مع سوميتومو كيميكال المحدودة اليابانية، بالبدء في العمل في مشروع بترو رابغ، الذي يمثل مشروعاً عملاقاً يتضمن دمج مرفق للبتروكيماويات مع مصفاة للزيت. كما تم إنجاز مشروع حرض 3 بزيادة كمية إنتاج بلغت 300 ألف برميل من الزيت. إضافة إلى ذلك، فقد وُقعت اتفاقيات لإنشاء مصفاتي تكرير للتصدير؛ الأولى مع توتال في الجبيل والثانية مع كونوكو فيلبس في ينبع
- 2009 - تم تكليف الشركة بالإشراف على بناء جامعة الملك عبد الله للعلوم والتقنية بالقرب من ثول شمالي مدينة جدة. وتم افتتاح حقل خريص العملاق والذي ينتج 1.2 مليون برميل باليوم وهو أكبر مشروع نفطي في العالم يبنى دفعة واحدة
- 2010 - قامت الشركة بدعوة الشركات العالمية لتقديم عروض لحقول غاز بحرية
- 2011 - تم تكليف الشركة بالإشراف على مشروع تصريف مياه أمطار جدة[25] وقامت الشركة بتلبية الاحتياجات العالمية الإضافية من النفط بسبب وقف الصادرات الليبية".[26] واعتمدت الشركة وشركة داو كيميكال كومباني، تأسيس مشروع مشترك لإنشاء وتشغيل مجمع كيماويات متكامل عالمي المستوى في مدينة الجبيل الصناعية بالمملكة العربية السعودية بتكلفة بلغت نحو 20 مليار دولار أمريكي
- 2013 - البدء في تنفيذ مشروع مصفاة بترول جازان في جنوبي غرب المملكة العربية السعودية
- 2014 - تم افتتاح استاد الملك عبد الله الدولي بمدينة جدة بإشراف من خادم الحرمين الشريفين الملك عبد الله بن عبد العزيز وتم إنجاز المدينة الرياضية بإشراف أرامكو ورعاية المشروع والتي رست المقاولة التشييد فيها لمقاول بلجيكي لشركة بيسكس "BESIX" فيما تولت الجانب السعودي شركة المهيدب واعتمد تصميم شركة اتش بي إم، والتي ينتهي سنة 2014 بتكلفة بلغت 532 مليون يورو
- 2015 - أمر الملك سلمان بإنشاء المجلس الأعلى لأرامكو برئاسة ولي ولي العهد الأمير محمد بن سلمان ويتكون المجلس من عشرة أعضاء، خمسة منهم من أعضاء في مجلس إدارة أرامكو.[27]
- 2016 - صرح رئيس المجلس الأعلى للشركة الأمير محمد بن سلمان بإمكانية طرح جزء من أسهم الشركة للاكتتاب العام[28]
- 2018 - نقلت بعض المصادر من وكالات الأنباء أنه تم إلغاء عملية الطرح العام الابتدائي للشركة وتم تسريح المستشارين المخولين بالعملية[29]
- 2019 - أدرج المنتدى الاقتصادي العالمي معمل الغاز التابع لشركة أرامكو ليكون ضمن قائمة «المنارات الصناعية» التي تضم مرافق التصنيع الرائدة على مستوى العالم في تطبيق تقنيات الثورة الصناعية الرابعة.[30]
- 2019 - أرامكو تختار 9 بنوك لإدارة طرحها العام الأولي والذي يبدأ بإدراج محلي بنسبة واحد في المئة خلال عام، وهي بنك جولدمان ساكس الأمريكي وبنك جيه بي مورغان ومورغان ستانلي والبنك الأهلي التجاري السعودي، وبنك أوف أمريكا ميريل لينش وكريدي سويس وسيتي غروب وإتش إس بي سي ومجموعة سامبا المالية السعودية.[31][32]
- أعلنت أرامكو عن تحقيقها أرقامًا تعدُّ الأولى في تاريخها، وذلك خلال النصف الأول من عام 2019، مقارنةً بالفترة نفسها من العام 2018، حيث بلغ صافي الدخل 46.9 مليار دولار، مقابل 53.0 مليار دولار، في حين بلغت الأرباح قبل خصم الفوائد والضرائب 92.5 مليار دولار، مقابل 101.3 مليار دولار، و38 مليار دولار للتدفقات النقدية مقارنةً بـ35.6 مليار دولار، فيما سجّل الإنفاق الرأسمالي 14.5 مليار دولار، مقابل 16.5 مليار دولار.[33]
- 2020 - رفعت أرامكو إنتاجها من النفط في 31 مارس إلى مستوى 12 مليون برميل يوميا، وهو أعلى مستوى للإنتاج في تاريخ الشركة. وفي اليوم التالي وصل إلى 12.111 مليون برميل ثم إلى 12.171 مليون برميل في اليوم الذي تلاه. ثم وصل معدل الإنتاج للرقم القياسي والذي بلغ 12.323 مليون برميل.[34]
- 2021 - دشّنت أرامكو السعودية وشركة توتال إنيرجيز، محطتين في العاصمة الرياض ومدينة سيهات في المنطقة الشرقية، وذلك في أعقاب التوقيع على اتفاقية مشروع مشترك مناصفة بين أرامكو السعودية وتوتال إنيرجيز في عام 2019م، في ظل خطط لتحديث شبكة محطات مُستحوذ عليها تتكون من 270 محطة خدمة، وبناء محطاتٍ نوعية، تقدّمُ خدمات ذات جودة عالية في جميع مناطق المملكة. وستعمل هذه المحطات تحت العلامتين التجاريتين لأرامكو السعودية وتوتال إنيرجيز، حيث توّفر لسائقي السيارات وقودًا وخدمات تجزئة متميزة وفقًا لأعلى المواصفات.[35]
- 2022 - تم الإعلان عن مشروع الممر العالمي للذكاء الاصطناعي لدعم جيل جديد من الشركات السعودية الناشئة في قطاع البترول والبتروكيماويات.[36]
- 2023- أرامكو السعودية تخطط لإنتاج وقود اصطناعي بحلول 2025.[37]
- 2024 - خصّصت أرامكو السعودية، مبلغاً إضافياً قدره 4 مليارات دولار، لذراعها العالمية لرأس المال الجريء، شركة أرامكو فينتشرز، وسيؤدي ذلك إلى مضاعفة رأس المال المخصص لشركة أرامكو فينتشرز إلى 7 مليارات دولار.[38]
- 2024-اختارت شركة "أرامكو السعودية" مشروعاً مشتركاً تابعاً لـ"سينوبك إنجنييرينغ غروب" الصينية و"تكنيكاس ريونيداس" الإسبانية، لتطوير مجمع جديد لمعالجة الغاز الطبيعي المسال في المملكة، بموجب عقدين بقيمة إجمالية تبلغ 3.3 مليار دولار.[39]
- 2024 - أعلنت أرامكو في 25 يناير المحافظة على مستوى الطاقة الإنتاجية القصوى المستدامة عند 12 مليون برميل يومياً، والتخلي عن قرار رفع الطاقة الإنتاجية القصوى المستدامة إلى مستوى 13 مليون برميل يومياً".[40]
- فبراير 2024 - تم إطلاق شركة "أسمو"  من قبل شركة "أرامكو السعودية" و"دي إتش إل" وتهدف "أسمو" إلى تعزيز كفاءة سلاسل الإمداد للخدمات اللوجستية في قطاعات الطاقة والكيميائيات والصناعة، وهذا المشروع المشترك يأتي بهدف "الوصول إلى حلول مستدامة لمواجهة التحديات الجديدة في مجال سلاسل الإمداد".[41]
- 27 فبراير 2024 - صرّحت شركة أرامكو السعودية أنها وبهدف توسيع برنامجها الاستراتيجي للتوطين قامت بالتوقيع على 40 اتفاقية شراء مؤسسية بقيمة 6 مليارات دولار مع مورّدين في السعودية.[42]
- 1مارس 2024 - استحوذت أرامكو السعودية على 100% من شركة "إسماكس" للتوزيع العاملة في مجال تجارة التجزئة للوقود ومواد التشحيم المتنوعة ومحطات بيع الوقود بالتجزئة، وأعمال المطارات، ومحطات توزيع الوقود في تشيلي.[43][44]
- وفي 4 مارس 2024 وضمن فعاليات مؤتمر "ليب LEAP" التقني بالرياض أطلقت أرامكو أول نموذج ذكاء اصطناعي توليدي في العالم بالقطاع الصناعي، تحت مسمى "LPU "language processing units".[45][46]
- وفي 7 مارس 2024 أعلن ولي العهد السعودي نقل 8% من إجمالي أسهم أرامكو إلى محافظ شركات مملوكة بالكامل لصندوق الاستثمارات العامة، وتظل الدولة المساهم الأكبر بتملك 82.186% من أسهم الشركة.[47][48][49]
- وفي 9 مارس 2024 أعلنت أرامكو افتتاح "أرامكو مارينا" أول محطة بحرية لها في المملكة لتزويد اليخوت والقوارب بالوقود في نادي اليخوت بجدة على ساحل البحر الأحمر[50]
- وفي 28 مارس 2024 صرحت كل من شركة أبوظبي الوطنية للطاقة "طاقة" و شركة جيرا عن إبرامهما اتفاقية لشراء الكهرباء والبخار مع شركة أرامكو السعودية توتال للتكرير والبتروكيماويات" "ساتورب"، بغرض تطوير محطة صناعية جديدة للإنتاج المشترك للكهرباء والبخار لتزويد مجمّع "أميرال للبتروكيماويات" المُزمع إنشاؤه في مدينة الجبيل الصناعية بالمنطقة الشرقية من السعودية.[51]
- وفي 2 أبريل 2024 أرست "أرامكو" عقوداً للهندسة والمشتريات والبناء بقيمة 7.7 مليار دولار لتنفيذ توسعة كبيرة في معمل غاز "الفاضلي" بالمنطقة الشرقية للمملكة، في إطار استراتيجية الشركة لزيادة إنتاج الغاز بأكثر من 60% بحلول 2030.[52][53]
- وفي 24 أبريل 2024 وقعت شركة أرامكو اتفاقية إطارية لصفقة استحواذ متبادل مع مجموعة رونغشنغ للبتروكيماويات (Rongsheng Petrochemical)، وفقاً لبيان نُشر على حساب المجموعة الصينية بمنصة وي شات.[54]
- وفي 25 أبريل 2024 أعلنت أرامكو عن توقيع شراكة رئيسية وحصرية في مجال الطاقة مع الاتحاد الدولي لكرة القدم "فيفا" حتى عام 2027، بما يشمل حقوق رعاية عدة أحداث رياضية من بينها بطولة كأس العالم 2026، وبطولة كأس العالم للسيدات 2027.[55][56][57]
- وفي 21 مايو 2024 وقعت أرامكو اتفاقية مع شركة باسكال الفرنسية، المتخصصة في مجال الحوسبة الكمية الذرية المحايدة، لتركيب وصيانة وتشغيل أول حاسوب كمي في المملكة بسعة 200 كيوبت، ومن المقرر بدء استخدامه في النصف الثاني من 2025.[58]
- وفي 29 مايو 2024 وقّعت شركة أرامكو عقدين مع شركة جاز العربية للخدمات بهدف أعمال بناء وتطوير وتوريد، حيث بلغت قيمة العقدين 760 مليون ريال.[59]
- وفي 31 مايو 2024 صرّحت شركة أرامكو أن أنهت عملية الاستحواذ على حصة مقدراها 40% من شركة ( قو - غاز ونفط الباكستان) والتي تعمل بمجال الوقود والمتاجر في باكستان.[60]
- وفي 2 يونيو 2024 طرحت أرامكو 1.545 مليار سهم من أسهم الشركة في السوق المالية السعودية وهو ما يمثل 0.64% من أسهم الشركة.[61][62][63][64]
- وفي 28 يونيو 2024 وقّعت "أرامكو" من خلال شركة تابعة ومملوكة لها بالكامل، اتفاقيات للاستحواذ على حصة 10% في شركة "هورس" باورترين المحدودة ومجموعة "رينو" ومجموعة "تشجيانغ جيلي" القابضة وشركة "جيلي للسيارات" القابضة المحدودة.[65][66]
- وفي 30 يونيو 2024 وقعت أرامكو عقود المرحلة الثانية من مشروع حقل الجافورة وعقود المرحلة الثالثة من مشروع توسعة شبكة الغاز الرئيسية المقرر تبلغ قيمتها 25 مليار دولار.[67]
- في 3 يوليو 2024 احتفظت أرامكو بصدارة أغلى 20 علامة تجارية في قارة آسيا لعام 2024 بعدما سجلت القيمة السوقية لها 1,921 مليار دولار، وذلك بحسب تقرير شركة الوساطة  "Alpho".[68]
- وفي 8 أغسطس 2024 وقّعت أرامكو اتفاقية مع شركة سوميتومو كيميكال اليابانية لشراء حصة وقدره 22.5% في شركة رابغ للتكرير والبتروكيماويات مقابل 702 مليون دولار.[69] لترفع حصة أرامكو في شركة رابغ إلى 60%.[70]
- بتاريخ 27 مايو 2025، شرعت شركة أرامكو السعودية في طرح سندات دين مقوّمة بالدولار الأميركي في صفقة بقيمة 5 مليارات دولار، وذلك ضمن جهودها لتوسيع نطاق الاقتراض وتعزيز متانة ميزانيتها، في خطوة تُعد جزءًا من استراتيجيتها المالية طويلة الأمد.[71][72]
- في 29 مايو 2025، صرّح الرئيس التنفيذي لشركة أرامكو، أمين الناصر، بأن الشركة تستهدف زيادة الاقتراض بهدف تمويل خطط النمو وتحسين الرفع المالي ضمن ميزانيتها العمومية. ويأتي هذا التصريح في أعقاب جمع الشركة مبلغ 5 مليارات دولار من خلال طرح سندات خلال الأسبوع نفسه، في إطار استراتيجيتها التمويلية.[73]
- في 29 مايو 2025، صرّحت "أرامكو الرقمية" بالتعاون مع "LTIMindtree" العالمية للاستشارات التقنية والحلول الرقمية بأنها أطلقت شركة "NextEra" لخدمات تكنولوجيا المعلومات من الجيل الثاني في الرياض.[74]
- 14 أغسطس 2025،وقّعت أرامكو مع مستثمرين دوليين بقيادة صناديق تديرها «جلوبال إنفراستركتشر بارتنرز» التابعة لشركة (بلاك روك) صفقة إعادة تأجير واستئجار بقيمة 11 مليار دولار أمريكي تتعلق بمرافق معالجة الغاز في الجافورة.[75][76]

#### هجوم الحاسوب
في أواخر عام 2012 تعرضت أرامكو لهجوم قراصنة الحاسوب، بهدف وقف تدفق النفط والغاز إلى الأسواق العالمية والمحلية. مما ألحق الضرر بحوالي 30 ألف حاسوب في الشركة. وذلك عن طريق فيروس يحمل اسم «شمعون»، ما اضطر الشركة إلى وقف عمل شبكتها الداخلية لمدة أسبوع على الأقل. وأعلنت مجموعة تدعى «سيف العدالة القاطع» مسؤوليتها عن الهجوم. وقام الفيروس بمهاجمة حواسيب الشركة ومسح بعض الملفات الرئيسية، ولكن الضرر لم يلحق بالأنظمة المسؤولة عن الإنتاج.

#### استهداف معامل أرامكو
في 14 سبتمبر 2019 تعرض معملين لإمدادات النفط للأسواق العالمية تابعين لشركة أرامكو في محافظة بقيق وهجرة خريص شرق المملكة العربية السعودية لحريق إثر استهدافهما بطائرات درون، ولم ينجم عنه أي إصابات بين العاملين أو تأثير على إمدادات الكهرباء والمياه من الوقود وإمدادات السوق المحلية من المحروقات، بخلاف توقف عمليات الإنتاج في المعملين بشكل مؤقت وتعويضه من خلال مخزونات الشركة وهو ما يعادل حوالي 50% من إنتاج الشركة للزيت الخام وإمدادات غاز الإيثان وسوائل الغاز الطبيعي، مما نتج عنه ارتفاع أسعار النفط بنحو 20 بالمئة مسجلا أعلى ارتفاع منذ عام 1991. بعد أربعة أيام من الهجمات استطاعت أرامكو تغطية أكثر من نصف الإنتاج واستعادة قدرتها الإنتاجية التي تعادل 11 مليون برميل يومياً بحلول شهر أكتوبر من نفس العام.

#### إعادة هيكلة أرامكو
أعلنت الشركة في بيان تعيين أمين ناصر “رئيساً ورئيس مجلس إدارة بالوكالة حتى إشعار آخر”، وأوضح البيان أن الفالح باقٍ في منصبه رئيساً لمجلس وكانت أرامكو، أعلنت حسابها في تويتر تعيين النائب الأعلى لرئيس الشركة للاستكشاف والإنتاج، أمين الناصر، رئيساً تنفيذياً للشركة حتى إشعار آخر. ولكنها نشرت في وقت سابق أيضا بياناً آخر أعلنت فيه تأسيس مجلس أعلى جديد للشركة برئاسة ولي العهد السعودي، الأمير محمد بن سلمان.
ويُذكر أن قناة العربية، قالت إن ” المجلس الاقتصادي وافق على رؤية ولي العهد -آنذاك- الأمير محمد بن سلمان، لإعادة هيكلة أرامكو ” ، وأضافت نقلاً عن مصادرها إن ” إعادة هيكلة أرامكو السعودية، تتضمن فصلها عن وزارة البترول “.

#### اكتتاب أرامكو
في يناير 2016 صرح رئيس المجلس الأعلى لشركة أرامكو الأمير محمد بن سلمان بأن فكرة طرح الاكتتاب الجزئي لشركة أرامكو قيد المراجعة، وهي خطوة جديدة ضمن خطة ولي العهد لتنويع اقتصاد المملكة بعيدا عن الاعتماد على إيرادات النفط، وفيها تعرض شركة النفط الأولى في العالم 5% من أسهمها أي ما يعادل تريليوني دولار من قيمتها للبيع على العامة في سوق الأوراق المالية «البورصة»، وهي بذلك تتحول إلى شركة عامة. وجاء ذلك بغرض رفع رأسمالها الحالي وجلب استثمارات المستثمرين مما يصب في مصلحة السوق السعودي وشركة أرامكو كذلك، والمساعدة على إيجاد قدر أكبر من الشفافية ومكافحة أي نوع من أنواع الفساد المحتمل في محيط أرامكو. لكن مراجعة تأثير خطة أرمكو للاستحواذ على 70% من الشركة السعودية للصناعات الأساسية «سابك» التابعة لصندوق الاستثمارات العامة ارجأت خطة الطرح إلى العام 2019، بينما كان من المقرر إطلاقها في العام 2018.
جاءت أولى الخطوات لإعداد شركة أرامكو للاكتتاب العام في أبريل 2019 عندما باعت الشركة سندات دولية لأول مرة في تاريخها، إضافة إلى تكليفها بمراجعة مستقلة لاحتياطيات المملكة من النفط، ونشر أرباحها خلال النصف الأول من عام 2019، ثم قرار تعيين ياسر عثمان الرميان محافظ صندوق الاستثمارات العامة رئيساً لمجلس الإدارة في أغسطس من عام 2019 وهي خطوة قال عنها وزير الطاقة السعودي السابق ورئيس مجلس إدارة أرامكو السابق أيضا خالد الفالح بأنها خطوة مهمة لإعداد الشركة للطرح العام، ولكن تعد الخطوة الأهم حينما أعلنت مصادر عن استعانة الشركة بـ 9 مصارف استثمارية عالمية بينها اثنان محليان، لإدارة الاكتتاب المرتقب، مما يعني احتمالية أن يكون الاكتتاب متاحا نهاية عام 2019. في نوفمبر 2019 أعلن رئيس مجلس إدارة أرامكو موافقة هيئة السوق المالية السعودية على الاكتتاب على أن تُرصد تقارير المحللين لتحديد النسبة والنطاق السعري لأسهم الشركة خلال عشرة أيام من تاريخ الإعلان، ثم يتم طرح السهم في السوق المالية السعودية. وتعد الموافقة سارية لمدة 6 أشهر من تاريخ قرار الهيئة تتضمن هذه الفترة الطرح وإدراج أسهم الشركة.، كما يتيح الطرح للمواطنين السعوديين المكتتبين في الإدراج الحصول على أسهم مجانية ضمن ضوابط محددة. ثم أعلنت الشركة عن نشرة الإصدار لطرح أسهمها للتداول بعد أيام من موافقة هيئة السوق المالية على الاكتتاب، حددت فيها فترة الاكتتاب للمكتتبين من فئات الأفراد والشركات وبدأت من 17 نوفمبر 2019 وانتهت الفترة المخصصة للأفراد في 28 نوفمبر بينما امتدت فترة فئة الشركات إلى 4 ديسمبر 2019. وقُدّرَ النطاق السعري وقت الطرح للسهم الواحد بين 30 ريالًا سعوديًا إلى 32 ريالًا سعوديًا. واعتباراً من 19 مارس 2024 سيقوم بنك "ميريل لينش السعودية" بأنشطة صناعة السوق لأسهم شركة النفط العملاقة أرامكو ويعد أول بنك دولي يشارك في مثل هذه العمليات في المملكة العربية السعودية.
في 13 فبراير 2022، أعلن ولي العهد الأمير محمد بن سلمان آل سعود، رئيس مجلس إدارة صندوق الاستثمارات العامة أنه تم نقل 4% من أسهم شركة أرامكو إلى صندوق الاستثمارات العامة، ستساهم الأسهم المنقولة في تعزيز مركز الصندوق المالي القويـ وتصنيفه الائتماني المرتفع على المدى المتوسط حيث يعتمد الصندوق في خطته التمويلية على قيمة الأصول والعوائد الاستثمارية من الأصول تحت الإدارة. وأضاف أن نقل هذه الأسهم هو جزء من استراتيجية المملكة طويلة المدى الهادفة لدعم إعادة هيكلة الاقتصاد الوطني، بما يتماشى مع رؤية المملكة 2030، كما سيسهم في دعم خطط الصندوق الهادفة لرفع حجم أصوله تحت الإدارة إلى نحو 4 تريليونات ريال سعودي بنهاية عام 2025. كما أشار أن الدولة لا تزال المساهم الأكبر في شركة الزيت العربية السعودية (أرامكو السعودية) بعد عملية النقل، حيث تملك أكثر من (94%) من إجمالي أسهم الشركة.

## الأعمال

### الموظفون

التنقيب

يبلغ عدد الموظفين بالشركة أكثر من 50,000 موظف سنة 2009 وأكثر من 100,000 متعاقد، ويتكون جزء كبير من القوة العاملة للشركة من الجيوفيزيائيين والجيولوجيين والمهندسين
تقدم الشركة خدمات متنوعة لجميع موظفيها لدى المجتمع المحلي والوكالات الحكومية والشركات الخاصة التي تعمل معها:
- تتعامل مع عدة مستشفيات ذات تقنية عالية توفر التأمين الصحي لموظفيها في جميع أنحاء المملكة والعالم
- تمتلك محطات لمكافحة الحرائق في كل من المناطق الصناعية والمناطق السكنية
- تقدم من خلال المدارس التي تملكها في مناطقها السكنية نظاماً تعليمياً غربياً لأبناء الجاليات العاملة فيها
- تقدم لموظفيها مرافق ترفيهية متنوعة مثل الغولف، ودور السينما، ولعب البولينج والمباني المخصصة للمناسبات والخدمات أخرى
- تمتلك وتدير أسطولا مكوناً من 17 طائرة و21 مروحية ومطاران في الولايات المتحدة (أرامكو السعودية هي المنظمة الوحيدة التي يسمح لها بامتلاك وتشغيل المطارات الخاصة في الولايات المتحدة)، ولها مرافق للطيران في خمس مطارات في المملكة العربية السعودية، وذلك لنقل موظفيها بين عمليات الشركة المختلفة ومكاتب تمثيلها في جميع أنحاء العالم

### البحث والتنقيب
وقد بدأ مركز التنقيب وهندسة البترول بالشركة بالتنقيب عن النفط والغاز منذ عام 1982 باستخدام حواسيب عملاقة تعمل بأنظمة كراي (CRAY-1M) بمركز المعلومات (ECC) للمساعدة في معالجة الكميات الهائلة من البيانات التي يتم الحصول عليها خلال التنقيب. وفي عام 2001 قررت مركز المعلومات استخدام أنظمة لينكس كبديل لأنظمة كراي

### التكرير
حاليا تمتلك الشركة القدرة على تكرير أكثر من 4 ملايين برميل يوميا (ما يقارب 640,000 متر مكعب باليوم). وتمتلك المصافي الدولية المشتركة القدرة الإنتاجية ل 2.060 مليون برميل في اليوم (ما يقارب 328,000 متر مكعب باليوم). أما المشاريع المشتركة المحلية تمتلك القدرة الإنتاجية ل 1.108 مليون برميل باليوم، وأما العمليات المحلية مملوكة بالكامل للشركة تمتلك قدرة تقدر: 995. مليون برميل في اليوم

طبقات الأرض في شرق السعودية

#### مصافي الشركة

عمليات أرامكو المحلية

قائمة المصافي المحلية:
- مصفاة جدة
- مصفاة رأس تنورة
- مصفاة الرياض
- مصفاة ينبع

قائمة مشاريع التكرير المحلية
- مصفاة جازان[101] - أرامكو السعودية بجازان
- مصفاة سامرف - أرامكو السعودية موبيل السعودية المحدودة بينبع
- مصفاة ساسرف - شل أرامكو السعودية بالجبيل
- بترو رابغ برابغ
- لوبريف - شركة أرامكو السعودية لتكرير النفط
- ساتورب - أرامكو السعودية للتكرير والبتروكيماويات بالجبيل
- مصفاة ياسرف - أرامكو سينوبك بينبع

قائمة مشاريع التكرير الدولية
- شركة فوجيان للتكرير والبتروكيماويات (FRPC)، الصين
- سينوبك SenMei (فوجيان) بتروليوم المحدودة (SSPC)، الصين
- موتيفا الشركات ذ م م، الولايات المتحدة الأمريكية
- شوا شل، اليابان
- S-أويل، كوريا

### النقل

Aramco ops

تمتلك الشركة وتشغل ثاني أكبر أسطول ناقلات في العالم لشحن النفط الخام والنفط المكرر والغاز إلى مختلف البلدان العالم، لذلك أنشأت شركة تابعة مملوكة بالكامل لها لنقل النفط ومشتقاته تحت اسم فيلا البحرية العالمية المحدودة، للتعامل مع الشحن إلى كل من أمريكا الشمالية وأوروبا وآسيا

### الاستثمار الخارجي

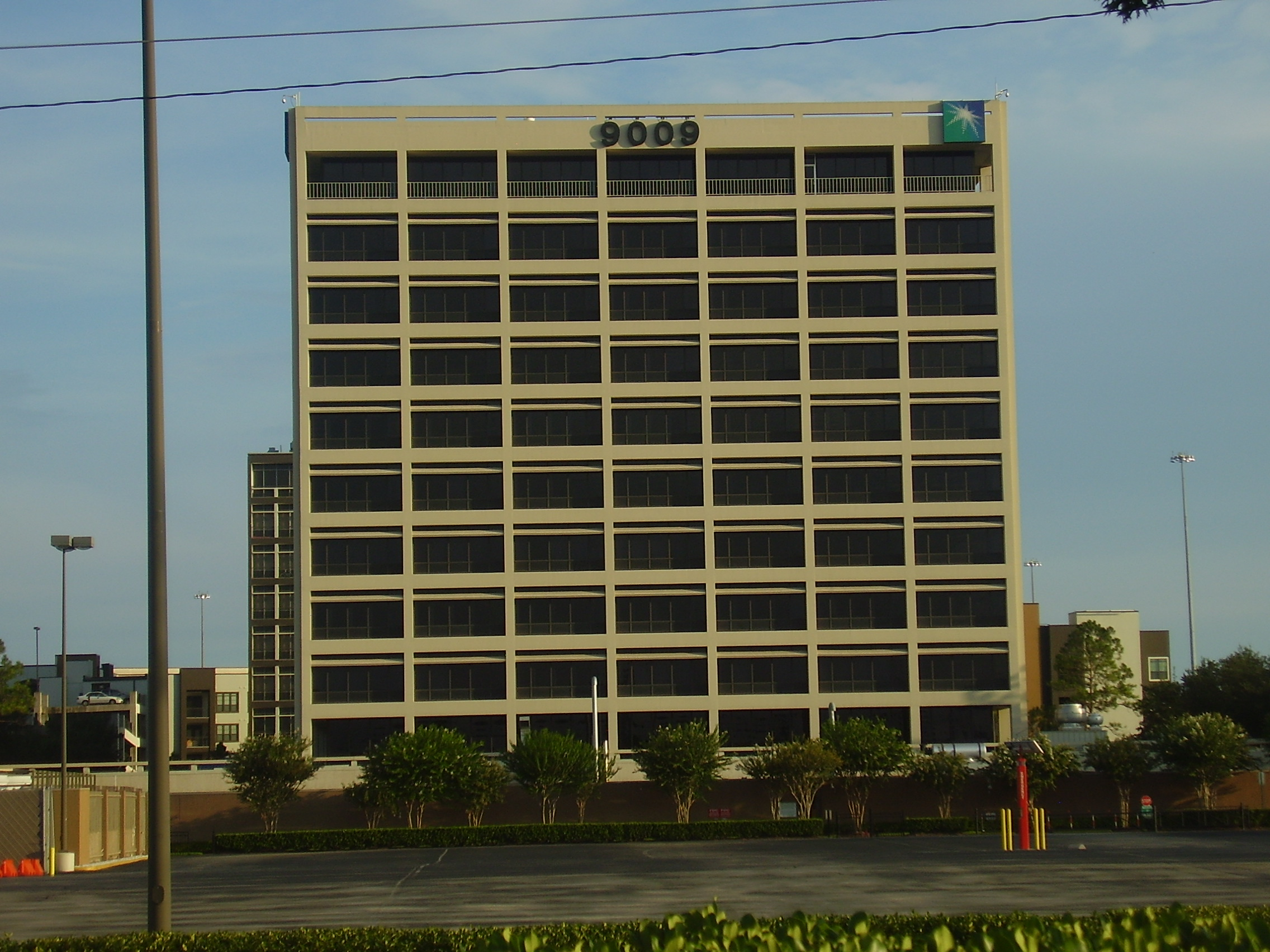
المركز الرئيسي لأرامكو في هيوستن

وسَّعت أرامكو السعودية من تواجدها في جميع أنحاء العالم لتشمل أسواق الطاقة العالمية الرئيسية الثلاثة؛ في آسيا وأوروبا وأمريكا الشمالية. في أبريل 2019، وقعت أرامكو صفقة لشراء حصة %13 في شركة مصفاة النفط الكورية الجنوبية هيونداي أويل بانك مقابل 1.24 مليار دولار. علاوة على ذلك، في 11 أبريل 2019، وقعت أرامكو اتفاقية مع شركة تكرير النفط الرائدة في بولندا بي كيه إن أورلن لتزويدها بالنفط العربي الخام.

### الشركات التابعة
- أرامكو للخدمات (ASC)، المركز الرئيسي في هيوستن
- أرامكو الشرق الأقصى لخدمات الشركات المحدودة، المركز الرئيسي في بكين
- أرامكو ما وراء البحار، المركز الرئيسي في لاهاي
- أرامكو أسوشيتد (AAC)
- جونز هوبكنز أرامكو للرعاية الصحية
- منظمة الخدمات الطبية في أرامكو السعودية
- شركة أس أويل
- أرامكو لخدمات التدريب.
- موتيفا
- السعودية للتكرير، (SRI)
- الشركة العالمية للصناعات البحرية، (IMI) المركز الرئيسي مدينة رأس الخير وقامت أرامكو بإنشاء عام 2017 وتملكها بنسبة 51% وباقي شركة بحري تمتلك من أسهم 19.9% و شركة هيونداي تملك 19.9% وشركة لامبريل تمتلك 9.2%.[106]

- أرامكو للخدمات المالية (AFSC)
- البترول السعودي الدولي، وشركة (SPI)، المركز الرئيسي في نيويورك
- بولانتير N.V.
- بانيلو N.V.
- البترول السعودي المحدودة في الخارج، المركز الرئيسي في لندن
- فيلا البحرية العالمية المحدودة، المركز الرئيسي في دبي
- الشركة العربية السعودية لزيوت التشحيم، المركز الرئيسي في جدة
- الشركة السعودية للصناعات الأساسية (سابك)، مركزها الرئيسي في الرياض.[107][108]

### أرقام وحقائق
- تحتل المرتبة الأولى في العالم في المجالات التالية:[109]
  - احتياطيات النفط الخام: 259.7 مليار برميل حسب تقديرات نهاية عام 2004 (ربع إجمالي الاحتياطيات العالمية)
  - إنتاج النفط الخام: 3,15 مليار برميل في عام 2004
  - الطاقة الثابتة لإنتاج الزيت الخام: 10,5 مليون برميل في اليوم
  - صادرات النفط الخام: 2.5 مليار برميل في عام 2004
  - صادرات سوائل الغاز الطبيعي: 274 مليون برميل في عام 2004
- اكتشفت الشركة أكبر حقل نفط في العالم وهو حقل الغوار في المنطقة الشرقية
- اكتشفت الشركة أكبر حقل نفط في المناطق المغمورة في العالم، وهو حقل السفانية في الخليج العربي
- تحتل الشركة المرتبة الرابعة في العالم في احتياطيات الغاز، التي تبلغ 237 تريليون قدم مكعبة حسب تقديرات نهاية عام 2004
- تحتل الشركة المرتبة الثامنة في العالم من حيث طاقة التكرير، بطاقة تبلغ 3.4 مليون برميل في اليوم موزعة كما يلي:
  - 1.1 مليون برميل في اليوم في المصافي المحلية
  - 670 ألف برميل في اليوم في مصافي المشاريع المشتركة المحلية.

## رؤساء ومجلس إدارة الشركة
المجلس الأعلى لأرامكو يحدد سياسة الشركة وأهدافها. وينتمي إلى حكومة السعودية والقطاع الخاص.
قائمة قيادي التنفيذي لشركة أرامكو السعودية حتى الآن:
- فريد إ. ديفيس (1952 ـ 1959).[110]
- نورمان (سي) هاردي (1959 - 1959).[110]
- توماس تشارلز بارقر (1959 - 1969).[110]
- آر إي بروقام (1969 - 1970).[110]
- ليستون إف هيلز (1970 - 1973).[110]
- فرنك جونجرز (1973 - 1978).[110]
- جون كلبرر (1979 - 1988).[110]
- علي النعيمي (1988 - 1995).[110]
- عبد الله جمعة (1995 - 2008).[110]
- خالد الفالح (2008 - 2015).[111]).[112]
- أمين الناصر (2015 - حتى الآن)

مجلس إدارة الشركة
1. ياسر بن عثمان الرميان، رئيس مجلس الإدارة[113]
2. إبراهيم بن عبدالعزيز العساف - نائب رئيس مجلس الإدارة
3. محمد عبد الله الجدعان
4. محمد بن مزيد التويجري
5. نبيل بن محمد العامودي
6. مارك مودي ستيورات
7. أندرو اف. جي. قولد
8. أمين بن حسن الناصر – الرئيس التنفيذي لأرامكو السعودية
9. بيتر إل سيلا
10. لين لافرتي إلسنهانز
11. أندرو ان. ليفيرس – مُعيَّن اعتبارًا من يوليو 2018م[114]

## الأبحاث والتطوير
اهتمت الشركة اهتماما كبيرا بتحسين عملياتها خلال العقد الماضي. وقد استعانت بحوالي 500 من المهندسين والعلماء المتخصصين في مختلف جوانب صناعة النفط والغاز
نوعي الأبحاث بالشركة:
- التنقيب وهندسة البترول في مركز البحوث (مركز التنقيب وهندسة البترول ARC) الذي يدير الاستكشاف والإنتاج ويركز على بحوث مصادر النفط
- مركز البحوث والتنمية (R & DC)، ويركز على أبحاث المنتج النهائي (البنزين، زيت السيارات..أخر، ويتضمن الأبحاث الحيوية)
- في عام 2010، منحت الشركة 100 براءة اختراع

### مركز الاستكشاف وهندسة البترول والأبحاث المتقدمة
مركز الاستكشاف وهندسة البترول والأبحاث المتقدمة ويسمى اختصارا بـ«إكسبك» هو مركز أبحاث ينتمي إلى شركة أرامكو السعودية ويقع في مدينة الظهران شرق المملكة العربية السعودية وهو واحد من مراكز الأبحاث العلمية العشرة التي تكون شبكة الأبحاث العالمية في أرامكو.

### مركز الإعداد الجامعي
مركز الإعداد الجامعي هو أحد مرافق التدريب التابعة لشركة أرامكو السعودية ويقع بالظهران - بالقرب من مركز التدريب الصناعي، ويهدف إلى تدريب وإعداد حديثي التخرج من الثانوية (طلاب وطالبات) وذلك بعد قبولهم من قبل الشركة ضمن برنامج الابتعاث الخارجي لغير الموظفين.
يخضع الطلاب والطالبات خلال دراستهم بالمركز لبرنامج الإعداد الجامعي وذلك لإعدادهم وتهيئتهم للدراسة الجامعية وبعد اجتيازهم البرنامج بنجاح فإن الشركة تبعثهم لخارج أو داخل المملكة لمواصلة دراستهم في إحدى الجامعات التي تختارها الشركة بموجب معايير محددة. ويعتبر برنامج الابتعاث الجامعي من المصادر الأساسية لتزويد الشركة بالموظفين المهنيين والفنيين الحاصلين على الشهادات الجامعية.

### صفقة تأجير وإعادة استئجار خطوط أنابيب الغاز
وقّعت شركة الزيت العربية السعودية «أرامكو السعودية» صفقة تأجير وإعادة استئجار بقيمة 15.5 مليار دولار تشمل شبكة خطوط أنابيب الغاز التابعة لها، وذلك مع ائتلاف بقيادة شركة بلاك روك للأصول الثابتة وشركة حصانة الاستثمارية «حصانة» ذراع إدارة الاستثمارات للمؤسسة العامة للتأمينات الاجتماعية بالسعودية، ما يجعلها إحدى كبرى صفقات البنية التحتية للطاقة في العالم.
وتمثّل الصفقة تقدمًا ملحوظًا في برنامج تحسين أصول أرامكو السعودية، إذْ إنَّها ثاني صفقة للشركة من نوعها في هذا العام، بعد إتمام صفقة البنى التحتية لشبكة خطوط أنابيب النفط الخام التابعة لأرامكو السعودية، في يونيو الماضي.

## الخدمات الاجتماعية
تمتلك أرامكو سجلاً طويلاً في مجالات التنمية الاجتماعية ورعاية البيئة والخدمات الطبية والتعليمية داخل المملكة السعودية عن طريق الإدارة والمشاركة في المشاريع الاجتماعية والخدمية العامة، وتطوير البنى التحتية حول مواقع عمل الشركة، وتوفير مياه الشرب العذبة، ورعاية الأيتام، والمساهمة بقوة في مكافحة الأمراض والأوبئة عن طريق التطوير المستمر للخدمات والمرافق والموارد البشرية الطبية والصحية، فيما تلعب دوراً بارزاً في مجال التعليم، من خلال توفير فرصة إكمال التعليم لموظفيها، وإرسال البعثات الدراسية للخارج، وبناء وصيانة المدارس النموذجية لجميع المراحل التعليمية. وإنشاء جامعة الملك عبد الله للعلوم والتقنية كمركز أكاديمي، والمشاركة بدور فعال في الكليات والجامعات من خلال البرامج التدريبية والمهنية، ورعاية الموهوبين، واستقطاب الشخصيات العلمية العالمية المتميزة لإجراء الأبحاث. كما تغتنم الشركة بشكل منتظم فرص المشاركة في العديد من المعارض الوظيفية والتطويرية التي تستقطب طلاب الجامعات، حيث تمثل أرامكو إحدى أكبر جهات التوظيف في المملكة السعودية، بعدد بلغ 44.7 ألف موظف سعودي، ما يشكل 87% من مجموع القوى العاملة لعام 2006.

## مسائل بيئية
- يزعم أن الشركة قد تسببت في بقعة نفطية كبيرة في البحر في عام 1993.[118]
- في رسالة إلى الرؤساء التنفيذيين للبنوك، بما في ذلك رؤساء إتش إس بي سي وغولدمان ساكس، حذرت 10 مجموعات بيئية من أن الإدراج سيعيق المعركة ضد انبعاثات غازات الاحتباس الحراري وانتهاكات حقوق الإنسان.[119]
- في 6 نوفمبر 2019، انضمت أرامكو السعودية إلى مبادرة البنك الدولي لتخفيض حرق الغاز إلى الصفر بحلول عام 2030. وأعلنت الشركة عن إحراق أقل من 1 في المائة من إجمالي إنتاجها من الغاز الخام في النصف الأول من عام 2019.[120]

## أرامكو أورايزن
أرامكو أورايزن -زيت أرامكو- (بالإنجليزية: ORIZON)، هي علامة تجارية تابعة لشركة أرامكو السعودية، تختص بصناعة زيت المحركات.

## وصلات خارجية
- موقع الشركة الرئيسي
- جدول إنتاج الزيت الخام (1980-2004) - البيانات من موقع إدارة الطاقة في الولايات المتحدة
- أرشيف أعداد مجلة القافلة من 1953 حتى الآن
- أرشيف أعداد مجلة Aramco World من 1960 حتى الآن
- أرشيف مجلة التابلاين "Pipeline Periscope" من عام 1953 حتى 1974